# 社會民主主義政黨列表
这个列表列出世界各国自称奉行社會民主主義的政黨。其中，大部分隶属于社會黨國際和进步联盟。

## 常見黨名
以下是社會民主主義政黨常使用的黨名，但並非以這些名稱命名者皆為社會民主主義政黨。
- 社會黨
- 社會民主黨
- 民主社會黨
- 工黨
- 社會民主聯盟

## 政黨列表
以下列表以英語首字母為序列。
- 臺灣－社会民主党
- 中非－争取解放中非人民运动
- 刚果民主共和国－争取民主和社会进步联盟
- 刚果民主共和国－卢蒙巴主义统一党
- 爱沙尼亚－社会民主党
- 海地－斗争人民组织
- 伊朗－伊朗库尔德斯坦科马拉党
- 伊朗－库尔德斯坦科马拉党
- －肯尼亚劳动党
- 賴索托－莱索托民主大会
- 挪威－工党
- 撒拉威阿拉伯民主共和國－萨基亚阿姆拉和里奥德奥罗人民解放阵线
- －斯威士兰民主党
- 英国－工党
- 阿富汗伊斯兰共和国－阿富汗社會民主黨
- 阿根廷－社會黨
- －澳大利亞工黨
- 香港－社會民主連線
- 日本－社會民主黨
- 阿尔及利亚－民族解放阵线
- －人民联合党
- －博茨瓦纳民主党
- －争取民主和革新全国联盟
- 加彭－加蓬进步党
- －联合民主党
- －争取格鲁吉亚发展社会民主人士
- －几内亚和佛得角非洲独立党
- 伊朗－伊朗库尔德斯坦民主党
- 拉脫維亞－社会民主党“和谐”
- 奈及利亞－全体进步大会
- 北賽普勒斯－公共民主党
- 巴勒斯坦－巴勒斯坦民族倡议
- 聖多美和普林西比－圣多美和普林西比解放运动－社会民主党
- －人民联合民主运动
- 叙利亚－民主联盟党
- 东帝汶－东帝汶独立革命阵线
- 土耳其－人民民主党
- 乌克兰－乌克兰社会民主党
- 尚比亞－爱国阵线
- 阿尔巴尼亚－阿尔巴尼亚社会民主党
- 安道尔－新民主
- 安地卡及巴布達－安提瓜工党
- 阿根廷－人民社会党
- 阿鲁巴－人民选举运动
- －澳大利亚工党
- －巴巴多斯工党
- －进步力量民主联盟
- －独立社会民主人士联盟
- －博茨瓦纳全国阵线
- 玻利维亚－革命左翼运动
- 保加利亚－保加利亚欧洲左翼
- 布吉納法索－争取民主和进步党/社会党
- －布隆迪争取民主阵线
- 加拿大－平民合作联盟
- 中非－争取民主和社会进步运动
- －象牙人民阵线
- 哥伦比亚－替代民主极点
- 哥伦比亚－M-19民主联盟
- 多米尼克－多米尼克工党
- 埃及－民族民主党
- 薩爾瓦多－民主党
- 斐济－斐济工党
- －格鲁吉亚公民联盟
- 格陵兰－前进
- －社会民主融合
- 海地－民主运动全国大会党
- 海地－革命进步民族主义党
- 伊朗－伊朗社会主义者联盟
- 義大利－左翼民主党
- 義大利－左翼民主人士
- 義大利－意大利社会党
- 義大利－意大利民主社会党
- 日本－民社党
- 约旦－约旦左翼民主党
- －“阿塔-梅肯”社会党
- 拉脫維亞－拉脱维亚社会民主工人党
- 北馬其頓－马其顿社会民主联盟
- 马达加斯加－争取民族团结党
- 马来西亚－民主行動黨
- 马来西亚－马来西亚民主联合阵线
- 马来西亚－马来西亚社会主义党
- 馬爾他－工党
- 摩尔多瓦－摩尔多瓦社会民主党
- 纳米比亚－民主人士大会
- 荷蘭－工党
- 新西兰－新西兰工党
- 北越－越南社会党
- 巴拉圭－国家团结党
- 巴拉圭－革命二月党人党
- 菲律賓－菲律宾民主社会党
- 菲律賓－联合公民行动党
- 波蘭－劳动联盟
- 波蘭－波兰共和国社会民主党
- 波蘭－新左翼
- 羅馬尼亞－民主党
- 俄羅斯－俄罗斯社会民主党
- 圣卢西亚－进步工党
- 圣卢西亚－圣卢西亚工党
- 圣基茨和尼维斯－圣基茨和尼维斯工党
- －圣文森特工党
- －团结工党
- 塞爾維亞－社会民主党
- 新加坡－人民行动党
- 斯洛伐克－民主左翼党
- 斯洛伐克－斯洛伐克社会民主党
- 斯洛維尼亞－斯洛文尼亚民主党
- 斯洛維尼亞－社会民主党
- 多哥－非洲人民民主大会
- 突尼西亞－宪政民主联盟
- 突尼西亞－人民团结运动
- 土耳其－民主左翼党
- 土耳其－民主人民党
- 土耳其－社会民主党
- 土耳其－社会民主民粹主义党
- 乌克兰－乌克兰社会党
- 美国－美国社会民主党
- 美国－美国民主社会主义者
- 乌拉圭－争取人民政府党
- 委內瑞拉－争取社会民主

## 外部連結
- Social Democratic Parties